# Łyszkowice-Kolonia
Łyszkowice-Kolonia (prononciation [wɨʂkɔˈvit͡sɛ kɔˈlɔɲa]) est un village de la gmina de Łyszkowice, du powiat de Łowicz, dans la voïvodie de Łódź, situé dans le centre de la Pologne.
Il se situe à environ 15 kilomètres au sud de Łowicz (siège du powiat) et 38 kilomètres au nord-est de Łódź (capitale de la voïvodie).
Sa population s'élevait approximativement à 190 habitants en 2006.

## Administration
De 1975 à 1998, le village était attaché administrativement à l'ancienne voïvodie de Skierniewice.

Depuis 1999, il fait partie de la nouvelle voïvodie de Łódź.